# Бурышкин, Павел Афанасьевич
Павел Афанасьевич Бурышкин (9 [21] февраля 1887, Москва — 27 июля 1953, Исси-ле-Мулино) — русский предприниматель.

## Биография
Происходил из купеческой семьи Бурышкиных — уроженцев Дорогобужского уезда Смоленской губернии. Родился 9 (21) февраля 1887 года в семье московского купца А. В. Бурышкина.
Окончил Катковский лицей (1905), юридический факультет Московского университета (1909), экстерном — Московский коммерческий институт (1912). В 1916 году поступил в Московский археологический институт.
После смерти отца в 1912 году стал директором семейного предприятия «Торговля мануфактурными изделиями А. В. Бурышкина». Кроме этого, был крупным пайщиком в ряде фирм, владевших текстильными фабриками, продукция которых поступала на рынок при посредничестве торгового дома Бурышкиных.
Член совета Российского взаимного страхового союза, член ревизионной комиссии Северного страхового общества и приёмного комитета московского купеческого общества взаимного кредита. С 1912 года — член совета Съездов представителей промышленности и торговли; выборный Московского биржевого (1912—1917) и Московского купеческого (1913—1917) обществ, старшина Московского биржевого (1915—1917) и Нижегородского ярмарочного биржевого (1913—1917) комитетов. Инициатор учреждения (1915) и председатель правления Общества оптовых торговцев мануфактурой.
Был пайщиком издательства И. Д. Сытина.
Состоял в партии кадетов; в начале 1910-х годов перешёл к прогрессистам, был членом её ЦК и членом редакционного комитета газеты «Утро России» — участвовал в её финансировании. С 1913 года — гласный Московской городской думы; секретарь-член Комитета прогрессивной группы гласных думы (с 1914) и председатель Пенсионной комиссии думы.
В Первую мировую войну заведующий контрольным отделом при Главном комитете Всероссийского союза городов (1914—1917). В 1915—1917 годах — член центрального и Московского военно-промышленных комитетов. В своём московском доме открыл лазарет для раненых.
Во время Первой мировой войны вместе в В. В. фон Мекком, П. А. Рождественским, Н. Н. Шустовым принимал участие в работе Попечительной комиссии по оказанию помощи семьям призванных на действительную военную службу.
В 1917 году, после Февральской революции, был товарищем московского городского головы Н. И. Астрова; в марте стал одним из организаторов Всероссийского Торгово-Промышленного союза. С июля 1917 года П. А. Бурышкин — один из четырёх заместителей нового городского головы эсера В. В. Руднева.
Входил в комитет общественных организаций Москвы. После отставки А. И. Коновалова с поста министра торговли и промышленности Временного правительства кн. Г. Е. Львов в мае предлагал Бурышкину занять этот пост (Бурышкин отказался из-за солидарности с Коноваловым).
В августе 1917 — участник московского государственного совещания, 13 августа участвовал во встрече в Москве генерала Л. Г. Корнилова. 15 сентября в составе делегации московских представителей кадетских кругов вёл переговоры с Керенским об образовании коалиционного кабинета на условии вхождения в него отдельных кадетов. В октябре возглавлял торгово-промышленную группу во Временном Совете Российской республики (Предпарламенте).
После получения сообщения об Октябрьском перевороте один из организаторов комитета общественного спасения при московской городской думе, объединившего антибольшевистские общественные силы.
Весной 1918 участвовал в «Правом центре» в Москве, затем в «Национальном центре».
Летом 1918 выехал из Москвы на юг России. В марте 1919 находился в Ялте и Одессе. Направлен Национальным центром в Сибирь.
С весны 1919 находился в Омске. В ноябре 1919 — январе 1920 министр финансов Российского государства, член Российского правительства, возглавляемого В. Н. Пепеляевым.
В начале 1920 проехав через Китай, Японию и США, прибыл во Францию, где и жил в эмиграции. Входил в советы ряда эмигрантских организаций. В 1925—1934 — профессор Русского коммерческого института в Париже.
Член ряда эмигрантских масонских лож, историк масонства.

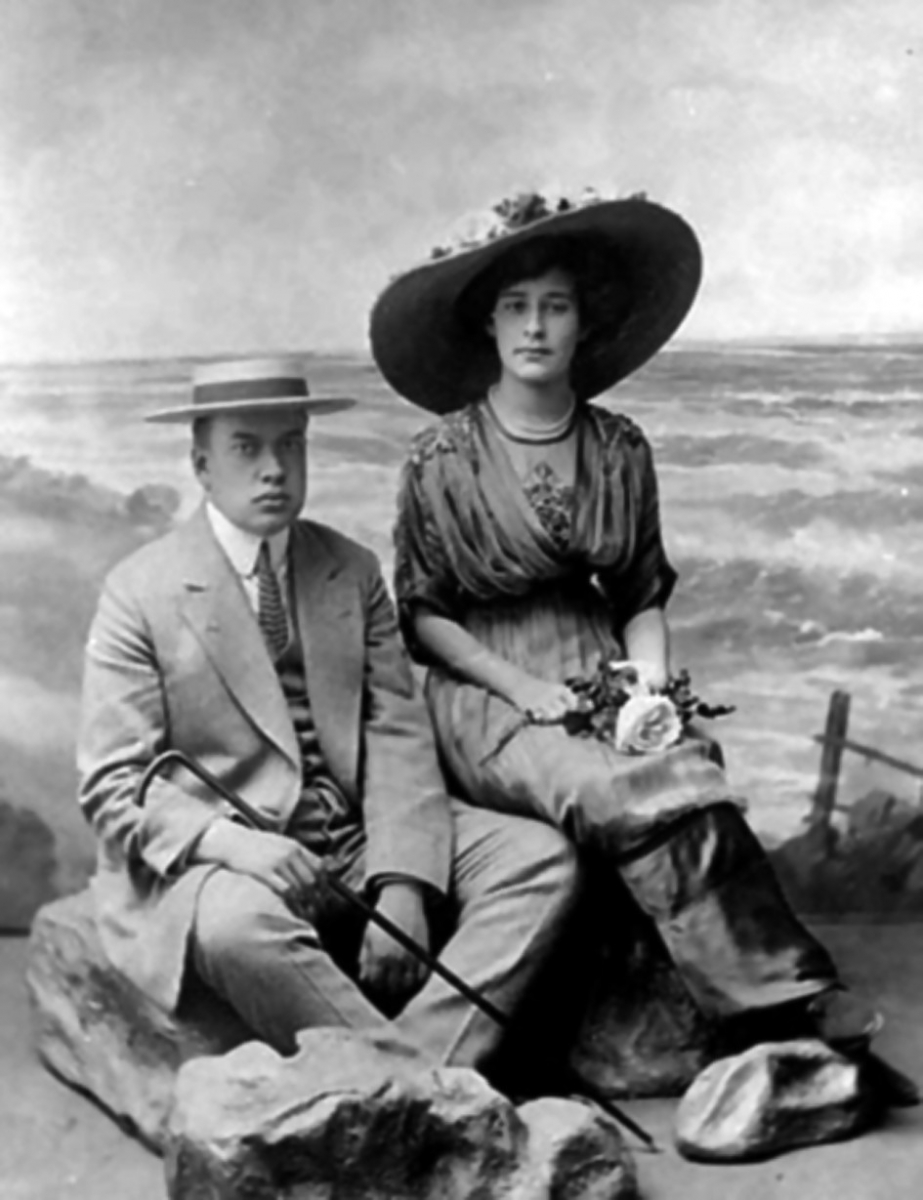
П. А. Бурышкин с женой Анной Николаевной в Ялте.

Похоронен на русском Кладбище Сент-Женевьев-де-Буа в Париже.

## Семья
Был женат на Анне Николаевне Органовой, дочери действительного статского советника.
Их сын, Владимир Бурышкин (известный также по своему позывному во время Второй мировой как Val Williams), был активным участником Французского Сопротивления, организатором дерзких спец.операций, за что был удостоен множества орденов США, Франции и Великобритании, а также основателем русского баскетбольного клуба в Париже. Умер в 1968, похоронен на русском кладбище Сент-Женевьев-де-Буа в Париже.

## Издания мемуаров
- Бурышкин П. А. Москва купеческая. — Нью-Йорк : Издательство имени Чехова, 1954
- Бурышкин П. А. Москва купеческая / Вступ. статья П. Паламарчука. — М.: Столица, 1990. — 352 с. — 150 000 экз. — ISBN 5-7055-1136-1. Репринтное воспроизведение с издания: Нью-Йорк, 1954.
- Бурышкин П. А. Москва купеческая: Мемуары / Вступ. статья, коммент. Г. Н. Ульяновой, М. К. Шацилло. — М.: Высшая школа, 1991. — 352, [32] с. — 150 000 экз. — ISBN 5-06-002257-9.
- Бурышкин П. А. Москва купеческая. — М.: Захаров, 2002. — 304 с. — 3000 экз. ISBN 5-8159-0197-0